# Saint-Julien-Vocance
Saint-Julien-Vocance är en kommun i departementet Ardèche i regionen Auvergne-Rhône-Alpes i sydöstra Frankrike. Kommunen ligger  i kantonen Annonay-Sud som ligger i arrondissementet Tournon-sur-Rhône. År 2022 hade Saint-Julien-Vocance 222 invånare.

## Befolkningsutveckling
Antalet invånare i kommunen Saint-Julien-Vocance
Referens: INSEE